# Challenge1923
#Challenge1923 - 3 Menschen. 6 Songs. ist eine sechsteilige Web-Dokumentation, produziert von der Jazzredaktion von BR-Klassik. Die Serie wurde am 23. November 2023 in der ARD Mediathek veröffentlicht.
Autor und Regisseur ist Ulrich Habersetzer in Zusammenarbeit mit den Kameramännern Markus Valley (auch Schnitt) und Felix Hentschel. Die Stadtaufnahmen stammen von Christian Teubig.
Beate Sampson ist Redakteurin, Franziskus Büscher sowie Alexander Nauman sind redaktionelle Mitarbeiter. Die Graphiken hat Sibylle Hammer entworfen.
Drehzeitraum war Juni und Juli 2023 in München und Umgebung. Gedreht wurde unter anderem beim Konzert der Band Deichkind in der Olympiahalle München und im Münchner Jazzclub Unterfahrt.

## Inhalt
Sängerin Eva Ahoulou, Rapper Roger Rekless und Pianist Matthias Bublath sollen Songs aus dem Jahr 1923 in ein aktuelles klangliches Gewand bringen und innerhalb von sechs Wochen ein Konzertprogramm mit diesen Songs gestalten, das am 26. Juli 2023 im Studio 2 des Bayerischen Rundfunks in München aufgeführt wurde. Bei gemeinsamen Proben, in ihrem Alltag und beim Abschlusskonzert begleitet das Kamerateam die drei Hauptfiguren.
Folgende afroamerikanischen Jazz- und Bluessongs wurden bearbeitet: Down Hearted Blues in der Version von Bessie Smith, Where Did You Stay Last Night von Lil Hardin in der Version von King Oliver mit Hardin am Klavier, The Charleston von James P. Johnson und St. Louis Blues von W. C. Handy in der Version von ebenfalls Bessie Smith. Darüber hinaus wurde das Gedicht Mother to Son von Langston Hughes in der gesprochenen Version von Martin Luther King bearbeitet. Als sechster Song entstand eine Eigenkomposition. Neben der Auseinandersetzung mit der Musik stehen Themen wie Alltagsrassismus und Identitätssuche im Fokus der Dokumentation.

## Auszeichnungen
Die #Challenge1923 wurde im Januar 2024 auf der Longlist 1/2024 für den Preis der Deutschen Schallplattenkritik im Bereich „Musikfilm“ aufgeführt und im April 2024 beim Deutschen Jazzpreis mit einem Sonderpreis der Jury in der Kategorie „Journalistische Leistung“ ausgezeichnet.